# 2003 YY179
2003 YY179, também escrito como 2003 YY179, é um objeto transnetuniano que está localizado no Cinturão de Kuiper, uma região do Sistema Solar. Este corpo celeste é classificado como um provável plutino, pois, o mesmo está em uma ressonância orbital de 2:3 com o planeta Netuno. Ele possui uma magnitude absoluta de 9,1 e tem um diâmetro estimado com 67 km.

## Descoberta
2003 YY179 foi descoberto no dia 16 de dezembro de 2003.

## Órbita
A órbita de 2003 YY179 tem uma excentricidade de 0,156 e possui um semieixo maior de 39,557 UA. O seu periélio leva o mesmo a uma distância de 33,381 UA em relação ao Sol e seu afélio a 45,733 UA.